# Famille Breguet
Pour les articles homonymes, voir Breguet.
La famille Breguet est une famille française et suisse. Elle a donné de nombreuses personnes célèbres en sciences, en arts mais aussi dans l'engagement intellectuel et politique. Son ancêtre connu le plus ancien est Jean Breguet, pasteur huguenot, mort en 1593 et proche de Jean Calvin.
La famille Breguet a été admise à l'Association des anciens honneurs héréditaires.

## Origines du nom
Le mot breguet vient des mots « brègue » ou « breguin » qui renverraient à un poisson - ou au filet utilisé pour pêcher ce poisson - du lac de Neuchâtel.

## Les premiers Breguet

Croix huguenotte

Le premier ancêtre connu de la famille Breguet est le prêtre huguenot Jean Breguet qui a vécu à Neuchâtel et est mort en 1593. La femme de Jean Breguet portait le nom de Huguenotte Breguet. Breguet aurait été proche de Jean Calvin[réf. nécessaire]. Jean Breguet est très probablement originaire du Locle, petite commune à proximité de Neuchâtel. Un certain Jean Breguet (probablement son père) combat à Marignan en 1515.
Il existe quelques sources sur un autre Breguet, le pasteur Louis Breguet (1608-1692). Celui-ci est élu pasteur à l'âge de 33 ans et fait office à Lignières, Métiers[Où ?] et le Locle. Des trois fils de Louis Breguet le premier, Étienne Bréguet, est pasteur ; le deuxième, Louis Breguet étudie la théologie à Genève et devient maire de Les Verrières en 1680 ; le troisième est notaire.

## Henry Breguet
Dans la génération qui suit, il est important de mentionner Henry Breguet, marchand de Les Verrières et proche de Jean-Jacques Rousseau (qui réside à côté de Les Verrières, à Val de Travers de 1762 à 1765).
Les lettres de Rousseau qui sont adressées à Henry Breguet sont particulièrement chaleureuses[Interprétation personnelle ?] et Rousseau le remercie de l'avoir soutenu aux moments où sa conceptualisation du contrat social reçut tant de critiques.

## Abraham-Louis Breguet (1747-1823) fondateur de la maison d'horlogerie Breguet

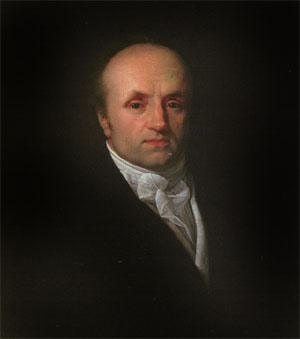
Abraham Louis Breguet

Abraham-Louis Breguet (né à Neuchâtel en 1747 et mort à Paris en 1823), horloger établi à son compte 39, quai de l'Horloge en 1775, est le fondateur de la maison d'horlogerie Breguet. Après des études au collège Mazarin à Paris il se lance dans une longue carrière d'inventions et d'innovations. Lors d'un discours à l'Académie des Sciences Joseph Fourier résume en quelques lignes sa carrière : « II a porté à un degré extraordinaire l’art le plus difficile peut-être, et sans doute l’un des plus importants que l’industrie humaine ait produits, celui de mesurer le temps avec précision. Il a enrichi d’une multitude de procédés nouveaux le commerce de l’horlogerie, la navigation, l’astronomie et la physique. […] M. Breguet a perfectionné successivement toutes les branches de son art. Les plus importantes sont celles qui lui doivent le plus de progrès, et ce qui est remarquable, elles ont reçu de lui presque toujours une simplicité inattendue » [réf. nécessaire].

## Antoine-Louis Breguet (1776-1858)
Antoine-Louis Breguet (1776-1858) est le fils unique d'Abraham Breguet. Il a 47 ans lorsqu'à la mort de son père, il prend la direction de la maison d'horlogerie. Il développe la fabrication de chronomètres pour la marine et remporte  une médaille d’or à l’exposition de 1827. Il effectue plusieurs recherches dans le domaine de l'électricité, domaine d'étude que reprendra son fils Louis (voir ci-dessous).
Antoine-Louis Breguet est l'époux de Jeanne-Françoise, fille de l'orientaliste Jean-Michel de Venture de Paradis l'interprète de Bonaparte pendant la campagne d’Égypte et descendant d'une longue lignée de diplomates spécialistes de l'Orient (un de ses ancêtres est l'interprète de Louis XIV) en Orient. Le couple a deux enfants : Louis Clément François (1804-1883) et Louise-Charlotte (1810-1887).

## Louis Clément François Breguet (1804-1883)
Louis Clément François Breguet (1804-1883), fils d'Antoine-Louis Breguet, est horloger. En parallèle de ce travail il est  également physicien. Il participe avec Antoine Masson à la mise au point d'une bobine d'induction, perfectionnée par Heinrich Daniel Ruhmkorff, qui le rend célèbre (bobine de Ruhmkorff). Il fabrique également un miroir tournant, utilisé par Léon Foucault et par Hippolyte Fizeau pour mesurer la vitesse de la lumière (1850).
Il épouse en 1833 Eugénie Caroline Lassieur dont il a trois enfants : 
- Louise (1847-1930), mariée en 1868 avec Ludovic Halévy
- Antoine (1851-1882), marié en 1877 avec Marie Dubois
- Madeleine (née en 1853), mariée en 1872 avec Jules Antoine Charles Taschereau

Louis Clément François Breguet meurt en 1883 au 39, quai de l'Horloge dans la maison dans laquelle son grand-père avait fondé la maison d'horlogerie Bréguet. Il est inhumé au cimetière du Père-Lachaise (division 11).

## Antoine Breguet (1851-1882)
Antoine Breguet (1851-1882), fils de Louis François Breguet est horloger comme son père, et aussi inventeur dans de nombreux domaines : il est spécialiste de la dynamo électrique et du téléphone et par ailleurs enseignant à la Sorbonne et à l'EPHE ainsi que directeur de la Revue Scientifique. À tout juste trente ans Antoine Bréguet est nommé chef du Service des Installations à la première Exposition Internationale de l’Électricité et au Congrès des Électriciens qui se tiennent à Paris en 1881. Avec Clément Ader, il présente le « théâtrophone », audition téléphonique de l’Opéra, qui constitue le plus grand succès de l’Exposition Internationale[réf. nécessaire].
Antoine Breguet meurt d'épuisement en 1882, laissant veuve Marie Dubois, qu'il avait épousé en 1877, avec trois enfants mineurs : Madeleine Camille (née en 1878), Louis Charles (né en 1880) et Jacques Eugène Henri (né en 1881).

## Louis-Charles Breguet (1880-1955) constructeur d'avions et cofondateur d'Air France

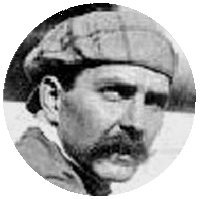
Louis-Charles Breguet

Louis Charles Breguet est le petit-fils de Louis François Breguet. Avec son frère Jacques (1881-1939), Louis-Charles Breguet (1880-1955) commence à concevoir un « gyroplane » (l'ancêtre de l'hélicoptère) avec des ailes flexibles en 1907. Avec Maurice Volumard, ils présentent le gyroplane à l'Académie des sciences le 21 septembre 1907.
Breguet crée la Société anonyme des ateliers d’aviation Louis Breguet et construit son premier avion en 1909 qui bat le record de vitesse sur 10 km en 1911. René Moineau le rejoint au sein de son entreprise. En 1912, il construit son premier hydravion. Durant la Première Guerre mondiale, Louis-Charles Breguet confectionne le bombardier Breguet XIV.
Il est l'un des premiers à construire en aluminium. C'est en 1919 qu'il fonde la Compagnie des messageries aériennes origine d'Air France et qui fournira de nombreux avions pour l'Aéropostale. En 1924, il construit le Breguet XIX, bombardier spécialisé dans les grands raids qui favoriseront la mise sur le marché de variantes civiles. Avec René Dorand, il produit en 1933 le « Gyroplane Laboratoire » un hélicoptère à rotors coaxiaux qui battra des records dès 1936.
Sportif, Louis Charles Breguet a participé en 1924 aux Jeux olympiques d'été et a remporté une médaille de bronze en tant que barreur de son voilier de 8 mètres Namoussa.
Louis-Charles Breguet est grand officier de la Légion d'honneur et croix de guerre, il repose au cimetière du Père-Lachaise à Paris.

## Descendance

### La branche Halévy - descendants de Louise Breguet
Louise Breguet (1847-1930), fille aînée de l'horloger Louis Clément François Breguet (1804-1883) épouse en 1868 le dramaturge, librettiste et romancier Ludovic Halévy (1834-1908) qui collabore avec Meilhac pour les livrets des plus célèbres œuvres scéniques de Jacques Offenbach dont La Belle Hélène (1864), La Vie parisienne (1866), La Grande-duchesse de Gérolstein (1867) et La Périchole (1869). Ce duo de plumes est également à l'origine de la non moins célèbre Carmen de Georges Bizet (1875). Halévy est élu à l'Académie française en 1884.

#### Une branche qui unit deux grandes familles
La descendance de Ludovic Halévy constitue l'union d'une grande famille de scientifiques (les Breguet) et d'une famille de grands artistes, écrivains et intellectuels engagés (les Halévy et donc les Joxe).
De l'union de l'essayiste et historien Daniel Halévy (1872-1962), fils de Ludovic Halévy et Louise Breguet, avec Marianne Vaudoyer naît Françoise-Hélène Halévy qui épousera l'historien et homme politique Louis Joxe et donnera naissance à Pierre Joxe et Alain Joxe.

### La branche Taschereau: descendants de Madeleine Breguet

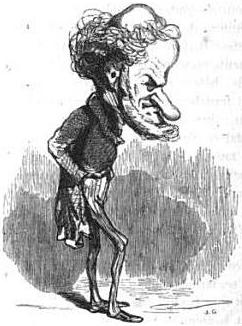
Jules-Antoine Taschereau

Madeleine Breguet (1853-1877), fille cadette de Louis Clément François et sœur de Louise Breguet (épouse Halévy) se marie en 1872 avec Antoine Charles Antoine Charles Taschereau, fils de Jules-Antoine Taschereau. Les Taschereau sont une famille d'hommes de loi de Tours qui s'est aussi installé au Québec avec un certain succès depuis Thomas-Jacques Taschereau.
Henriette Taschereau fille de Madeleine Breguet fut l'épouse du médecin Albert Comte neurologue spécialiste du syndrome pseudobulbaire qui a longtemps travaillé avec Jules Dejerine et surtout Jean-Martin Charcot. Il participe à l'école de Charcot qui travaille à la Salpêtrière autour de la Clinique des maladies du système nerveux.
Les filles d'Albert Comte, Antoinette et Madeleine Comte se marient avec les fils de Charles-Victor Langlois, Philippe et Marc Langlois-Berthelot. Le premier fut secrétaire général de la Banque de France où il se fit connaître pour sa spécialité pour les questions asiatiques (il défendait une coopération économique entre les pays asiatiques et la France et le droit des peuples à disposer d'eux-mêmes lors des décolonisations) et fut le directeur de l'Institut français du caoutchouc, dont il avait été le cofondateur avec Charles Dufraisse. Il dirigea également l'Institut Français de Recherche sur les Agrumes qui participa à la mise en place du centre d'excellence internationale en agronomie, le Centre de coopération internationale en recherche agronomique pour le développement. Le second est un banquier (il fut directeur de la BFCCI) et scientifique français (il a notamment travaillé avec le CEA).

### La descendance de Louis-Charles Breguet

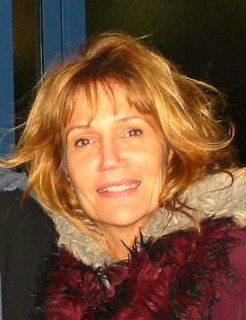
Clémentine Célarié en 2007

Louis-Charles Breguet (1880-1955), orphelin de père, en bas âge, de l'ingénieur Antoine Breguet (1851-1882) est le neveu des couples Breguet-Halévy (par conséquent cousin germain de Daniel Halévy) et Breguet-Taschereau. Il est l'arrière grand-père de Clémentine Célarié.

#### Un engagement artistique et intellectuel renouvelé
Clémentine Célarié, née Meryem Célarié en 1957 est la fille de Martine Breguet (1931) et petite-fille de d'Antoine Breguet (1903), est une actrice française régulièrement récompensée. Elle connaît un succès important depuis le film 37°2 le matin (1986) de Jean-Jacques Beineix. Elle a notamment été primée en 2011 au festival de la Rochelle pour son rôle dans J'ai peur d'oublier de Élisabeth Rappeneau.

## Pour approfondir